# Герб Витебской области
Герб Витебской области (бел. Герб Віцебскай вобласці) — официальный символ Витебской области Беларуси. Современный вариант герба принят в 2009 году.

## Описание
Описание герба:
Герб Витебской области представляет собой французский щит, в красном поле которого изображён серебряный всадник в доспехах, держащий в правой руке над головой меч, в левой — щит с золотым шестиконечным крестом. Герб венчает большая золотая городская корона с пятью зубцами, снизу его обрамляют две золотые дубовые ветви, увитые и соединённые голубой орденской лентой
Художник — В.А. Ляхар.

## История
Гербы Витебского воеводства Великого Княжества Литовского изображались на воеводской хоругви: на лицевой стороне которой была Погоня, а на обороте — Спас Нерукотворный.
8 декабря 1856 года был утверждён герб Витебской губернии Российской империи, основанный на гербе Витебского воеводства (Погоня) с минимальными изменениями. Описание герба: «В червлённом поле, серебряный всадник в вооружении, с подъятым мечом и круглым щитом; седло на серебряном коне червлёное, покрытое трехконечным золотым, с лазуревой каймою, ковром. Щит увенчан Императорскою короною и окружён золотыми дубовыми листьями, соединёнными Андреевскою лентою».
На утверждённом большом гербе Российской империи присутствовал Витебский герб: в червлёном поле «серебряный всадник в вооружении, с подъятым мечом и круглым тарчем; седло на серебряном коне червлёное, покрытое трёхконечным золотым, с лазуревою каймою, ковром».
Весной 2009 года депутаты Витебского областного совета утвердили проект герба области, в основе которого лежал герб Витебской губернии Российской империи. Герб области представляет собой в красном поле французского щита изображение серебряного вооруженного всадника, в правой руке которого поднятый серебряный меч, в левой — круглый щит с золотым крестом Евфросинии Полоцкой. Щит обрамляли две золотые дубовые ветви, перевитые голубой лентой, венчала башенная корона с пятью зубцами.
Современный герб области был принят Витебским областным советом весной 2009 года, утверждён указом Президента Республики Беларусь № 277 от 2 июня 2009 года.

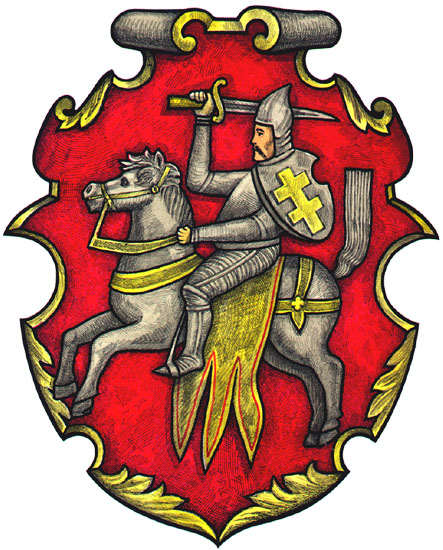
Герб с хоругви Витебского воеводства
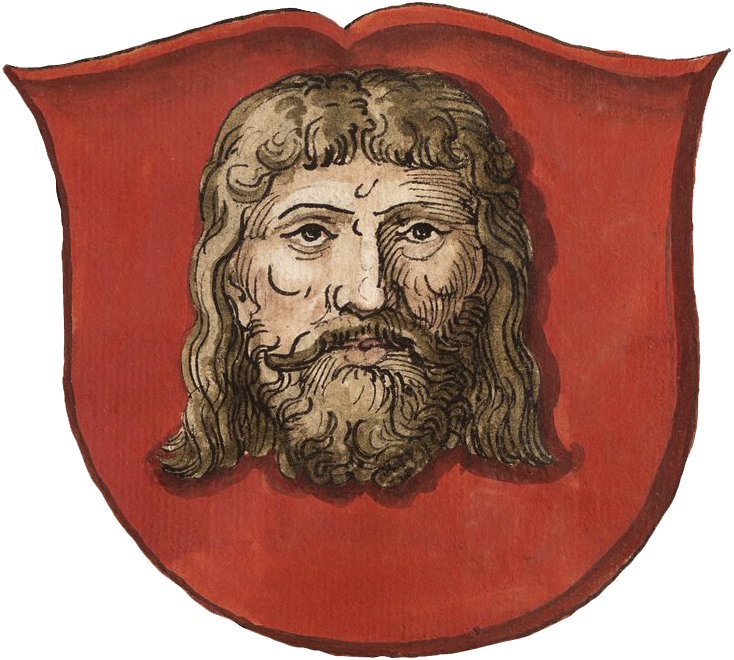
Герб воеводства из гербовника Stemmata Polonica[пол.]. 1555
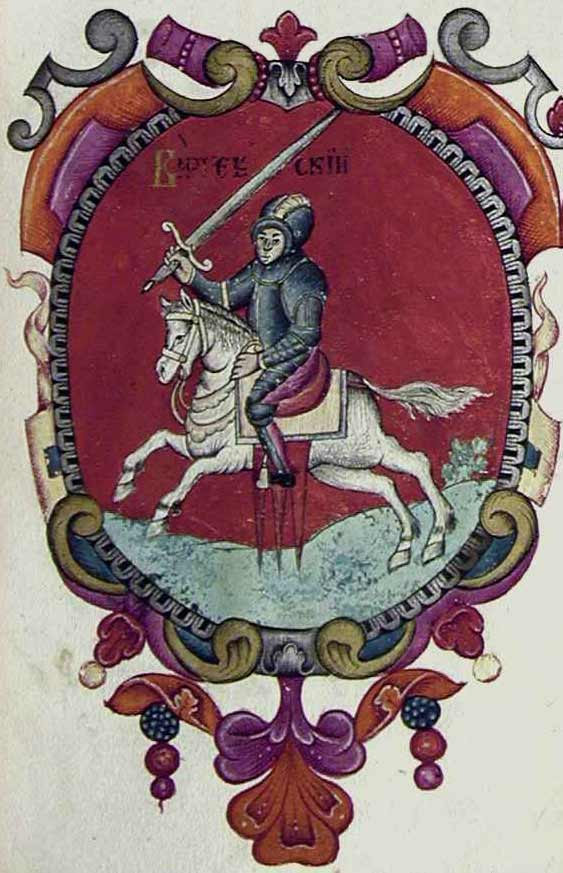
«Герб Витебский» из Царского титулярника. 1672
Герб Витебской губернии
Витебский герб (справа внизу) на гербе Российской империи 1882 года
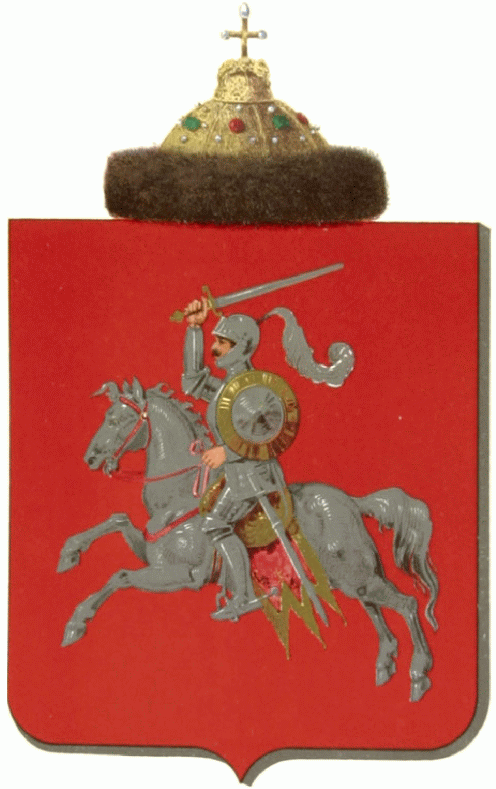
Герб Витебского княжества из Гербовника всероссийского дворянства В. Дурасова
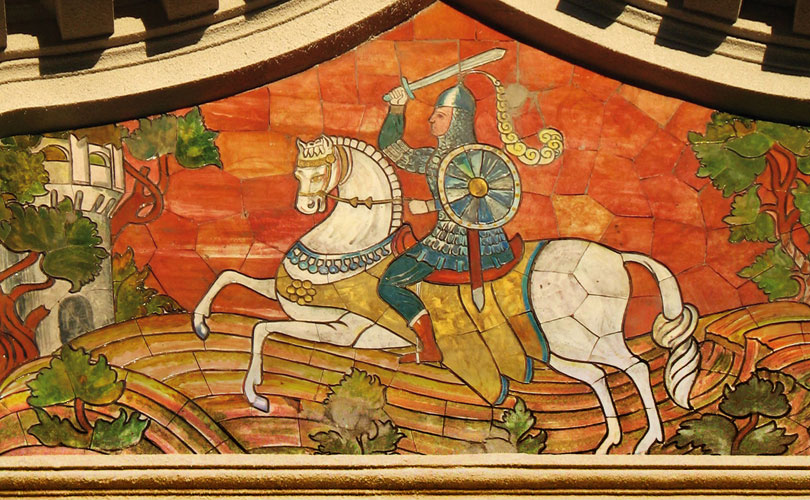
Погоня на здании Витебской академии ветеринарной медицины